# 芦台春
芦台春是一种酱香型白酒，原产于中华人民共和国天津市宁河区芦台镇，创始人为张德和，地理标志保护产品，其传统酿造技艺为天津市非物质文化遗产，酒体微黄、香气优雅细腻、口感醇和，被称为“北方小茅台”。目前代表性传承人为李继齐。